# Bombus infrequens
Bombus infrequens là một loài Hymenoptera trong họ Apidae. Loài này được Tkalcu mô tả khoa học năm 1989.